# Iglesia del Sagrado Corazón de Jesús (Podgorica)
La Iglesia del Sagrado Corazón de Jesús (en montenegrino: Црква Пресветог Срца Исусовог) Es la única iglesia católica en la ciudad de Podgorica, la capital de Montenegro. Fue construida en 1969, en sustitución de la iglesia central de la ciudad que fue destruida durante el bombardeo de Podgorica, en la Segunda Guerra Mundial. La iglesia es un ejemplo único de la arquitectura brutalista, y está situada en el barrio de Konik.
La catedral fue terminada en 1969, tres años después de la renovación de la parroquia católica de la ciudad.